# Aquila Azzurra Trani
L'Aquila Azzurra Trani è una società pallavolistica femminile italiana con sede a Trani: milita nel campionato di Serie C.

## Storia
L'Aquila Azzurra Trani viene fondata nel 1974: nei primi anni di attività la società milita nei campionati di livello locali alternandosi tra la Prima e la Seconda Divisione. Nella stagione 1982-83 arriva a disputare la Serie B per poi retrocedere immediatamente in Serie C.
Nella stagione 1989-90 la formazione pugliese chiude al primo posto il campionato di Serie B, venendo promossa in Serie A2, categoria dove esordisce nell'annata 1990-91 e salvandosi grazie ala vittoria dei play-out. Nelle due stagioni successive si posiziona a metà classifica, mentre in quella 1993-94, grazie al secondo posto, coglie la promozione in Serie A1.
La permanenza nella massima divisione italiana dura solamente per l'annata 1994-95, retrocedendo a seguito del penultimo posto in classifica in Serie A2. Dopo un altro campionato nella serie cadettala società decide di cedere il titolo sportivo e ripartire dalla Serie D.
Nella stagione 2003-04 è in Serie B2, categoria dove ritorna per il campionato 2005-06, dopo essere retrocessa in Serie C: a seguito del primo posto nel proprio girone a termine dell'annata 2008-09 viene promossa in Serie B1, disputata nella stagione 2009-10. Dopo un solo campionato, viene nuovamente ceduto il titolo sportivo per ripartire dalle serie locali.

## Rosa 2015-2016
| N° | Nome                | Ruolo | Data di nascita | Nazionalità sportiva |
| -- | ------------------- | ----- | --------------- | -------------------- |
| 1  | Serena Cioffi       | S     | -               | Italia               |
| 2  | Valeria Gorgoglione | C     | -               | Italia               |
| 3  | Silvia Cozzolino    | S     | -               | Italia               |
| 6  | Valeria De Simone   | S     | -               | Italia               |
| 7  | Alessia Perna       | P     | -               | Italia               |
| 8  | Liviana Milillo     | S/O   | -               | Italia               |
| 9  | Stefania Lisena     | S/O   | -               | Italia               |
| 10 | Alessia Merra       | L     | -               | Italia               |
| 13 | Margherita Preziosa | L     | -               | Italia               |
| 19 | Anna Di Lerni       | C     | -               | Italia               |
| 21 | Giuseppina Miranda  | C     | -               | Italia               |
| 24 | Alessia Palmieri    | S/O   | -               | Italia               |
| 32 | Anna Cosentino      | P     | -               | Italia               |